# Terpuga okonik
Terpuga okonik, alperka (Pleurogrammus monopterygius) – gatunek morskiej ryby z rodziny terpugowatych.

## Występowanie
Spotykana w północnych wodach Oceanu Spokojnego u wybrzeży Alaski, północnej Kalifornii, Kanady, Japonii, Korei Północnej i Rosji. Przebywa w wodach do głębokości 575 metrów.

## Opis
Dorasta do 56 cm długości i 2 kg wagi. Najstarszy złowiony osobnik według oficjalnych danych żył ponad 14 lat. Tarło alperki ma miejsce dwa razy do roku. Ikra składana jest w szczelinach skalnych. Opiekę nad nią sprawuje samiec. Wykorzystując dużych rozmiarów płetwy piersiowe obmywa ikrę świeżą, natlenioną wodą. Młode wykluwają się po 40-45 dniach.